# Góra (Dąbrówka Starzeńska)
Góra – część wsi Dąbrówka Starzeńska w Polsce położona w województwie podkarpackim, w powiecie rzeszowskim, w gminie Dynów.
W latach 1975–1998 Góra administracyjnie należała do województwa przemyskiego